# وليام والاس لينكولن
وليام والاس لينكولن (بالإنجليزية: William Wallace Lincoln)‏ (21 ديسمبر 1850 - 20 فبراير 1862) كان الابن الثالث لرئيس الولايات المتحدة السادس عشر أبراهام لينكون وزوجته ماري تود لينكون وقد توفي في 20 فبراير 1862 عن عمر يناهز 11 سنة، في واشنطن دي سي بسبب مرض حمى التفؤيد.